# TiVo
TiVo é uma marca popular de gravador de vídeo digital (DVR - Digital Video Recorder), que pode também ser chamado de gravador de vídeo pessoal (PVR - Personal Video Recorder). Foi desenvolvido e lançado pela Xperi (e posteriormente pela TiVo Corporation e TiVo Inc.) em 1999. Trata-se de um aparelho de vídeo que permite aos usuários capturar a programação televisiva para armazenamento em drive de disco rígido (HDD), para visualização posterior.
O principal significado do aparelho, que o distingue dos VCRs, é a possibilidade de detecção e exclusão da publicidade que acompanha os programas veiculados pela TV comercial, dessa forma transformando o formato original do produto audiovisual que será assistido pelo usuário.
A empresa atualiza um banco de dados de programas disponíveis ao usuário em função de sua localização e dos serviços de cabo / satélite utilizados, o que permite ao usuário especificar quais programas gravar por hora, título, ou combinações de gênero, atores, diretores, etc.
Este aparelho também pode ser ligado a um computador pessoal e gravar vídeos seleccionados transmitidos pela internet, como por exemplo os jogos da NBA, através do site da TiVo.